# コナン・グレイ
コナン・リー・グレイ（英語: Conan Lee Gray、1998年12月5日）は、アメリカ合衆国出身で日系人のシンガーソングライター、インターネットセレブリティ。広島県三次市観光大使。
10代の頃からYouTubeにビデオ・ブログやカバーを投稿し始め、2018年にリパブリック・レコードと契約を結ぶ。デビューEP『Sunset Season』は3億回以上のストリーム数を記録。2020年3月にリリースされたデビューアルバム『キッド・クロウ』は、全米アルバムチャートで初登場5位を獲得し、アメリカ合衆国で2020年最大のデビュー実績を残す新人アーティストとなった。Spotifyで最もストリーミングされているアーティストの1人であり、ヒット・シングル「Maniac」は、1億回以上ストリームを記録している。「Maniac」は2020年4月現在、アメリカ合衆国、カナダ、オーストラリアでゴールド認定を受けている。その後、「Telepath」や「People Watching」といったシングルをリリースし、2022年6月にセカンド・アルバム『スーパーエイク』をリリース。

## 生い立ち
1998年12月5日にアイルランド人の父親と日本人の母親のもとカリフォルニア州サンディエゴ郡のレモン・グローヴで生まれた。1歳から3歳半まで祖父の介護のため2年間、家族で日本の広島県三次市作木町に住み、その頃は日本語も流暢に話すことができた。そのため好きな日本の食べ物は広島風お好み焼き。
両親は3歳のときに離婚。「ドロー・マイ・ライフ（英語: Draw My Life）」という動画で幼少期の経験や心境について詳しく述べている。父親が軍隊にいたため、幼年期に12回も引っ越しを繰り返した。学生時代は度々アジア人差別によるいじめに遭い、アジア系の生徒が3人しかいない学校に通っていた時期もあったという。 
小学校6年生のときにテキサス州ジョージタウン (テキサス州)に移住。テキサスでの生活は、彼の芸術と音楽に多くの影響を与えた。高校卒業後はUCLAに入学し、カリフォルニア州ロサンゼルスにあるアパートに引っ越した。

## 来歴

### 2015 - 2017：YouTubeで生まれたキャリア
9歳で動画制作を始め、2013年にYouTubeの公式チャンネルを作成。音楽や芸術など様々なコンテンツの動画を作成し、2,500万回を超える視聴回数を記録している。  

### 2018 - 2019：『Sunset Season』
2017年3月にデビュー・シングル「Idle Town」をセルフリリース。Spotifyで1,400万回以上ストリーミングされ、YouTubeで1,200万回以上再生された。2018年10月にシングル「Generation Why」を、同年11月にデビューEP『Sunset Season』をリパブリック・レコードよりリリース。デビューEPは、ビルボード・トップ・ヒートシーカーズ・アルバム・チャートで2位、Billboard 200で116位を獲得。ガール・イン・レッドと共に初の北米ツアーを行った。   
グレイはパニック!アット・ザ・ディスコのオープニングアクトとしてツアー公演を行い、イギリスのザ・グレイト・エスケイプ・フェスティバルの出演も果たした。 
その後2019年2月に、高校一年生の時にYouTubeで公開したシングル「The Other Side」 を再リリース。3月から10月の間、グレイはデビュー・アルバム『キッド・クロウ』よりいくつものシングルを先行リリースした。10月に彼にとって2回目となる北米ツアーに乗り出し、ニュージーランドのアーティストベニーとアメリカ合衆国のシンガー・ソングライターUMIをサポート・アクトに迎えた。2019年のショーティー・アワードにて最優秀YouTubeミュージシャン賞を受賞し、ストリーミー賞ではブレイクスルー・アーティスト賞にノミネートされた。

### 2020年 - 2021年：『キッド・クロウ』
2020年1月9日にデビュー・アルバムのタイトルを解禁。アルバムに収録されているシングル「The Story」をアルバム発表と同日にリリースし、アルバム発売日の2日前に「Wish You Were Sober」をサプライズ・リリースしてファンを沸かせた。シングル 「Maniac」も人気を集め、オーストラリア、アメリカ合衆国、カナダでゴールドディスクに認定された。  
デビュー・アルバム『キッド・クロウ』は2020年3月20日にリリースされ、全米アルバムチャート初登場5位、USポップアルバムチャート1位、トップアルバムセールスチャート2位を獲得。アメリカでは、カミラ・カベロが2018年に発売したデビュー・アルバム以来、最大のデビュー実績を残す新人ソロ・ポップ・アーティストとなった。アルバムは、Paper、Billboard、NPR、Teen Vogue、Pasteといった名立たる音楽メディアから絶賛される。  
3月16日の『ザ・トゥナイト・ショー・スターリング・ジミー・ファロン』と、2020年4月中旬の『コーチェラ・フェスティバル』に出演する予定だったが、COVID-19の流行により、どちらの出演も中止となった。    
2020年、『キッド・クロウ』の世界的な成功を受けて、Apple Musicはグレイを新人発掘プログラム「Up Next」のアーティストに選出。また、《フォーブス》と《ビルボード》は2021年のグラミー賞で最優秀新人賞受賞候補者の予測で、グレイを候補者の一人として挙げた。
2020年8月、シングル「Heather」はソーシャルメディアプラットフォームTikTokで人気を博し、結果的にキッド・クロウの6枚目にして最後のシングルとなった。 この曲はグレイにとってキャリア初のビルボードホット100入りとなり、さらにイギリス、オーストラリア、ニュージーランド、アイルランドといった国々のトップ40にチャートイン。  同年初めにラジオの国際メインストリームで成功を収めた「マニアック」以来の彼の商業的に成功したシングルとなる。グレイは2020年10月に「レイト×2ショー with ジェームズ・コーデン」（The Late Late Show with James Corden）と「トゥデイ」（The Today Show）の両方で「Heather」を披露した . 2020年10月にアメリカの歌手ラウヴとシングル「Fake」をリリースした。

### 2022年–現在: スーパーエイク
2021年5月から2022年1月にかけて、シングル「Astronomy」、「People Watching」、「Jigsaw」をリリースした。
2022年4月11日、セカンドアルバム『スーパーエイク（Superache）』を2022年6月24日にリリースすると発表し、4月15日に楽曲「Memories」、5月19日にアルバムからの5thシングル「Yours」をリリース、トラックリストが明らかにされることとなった。アルバムは全12曲、合計40分となる。
『スーパーエイク』は全米チャートで9位、全英チャートで8位を記録し、全米全英アルバム・チャートで初登場同時TOP10入りとなった。同作品は、日本デビュー・アルバムとしてリリースされ、発売初日のオリコンデイリー・アルバムチャートで初登場TOP10入りを果たす。
『スーパーエイク』を携え、日本では2022年7月に初となるプロモーション来日も果たす。日本テレビ「スッキリ」、「バズリズム」、NHK「Venue 101」といった番組でパフォーマンスを披露。来日時に撮影したNYLON Japanによる「NYLON JAPAN GLOBAL ISSUE 03」の裏表紙に登場（表表紙はKing ＆Princeの平野紫耀）。さらに、東京・渋谷で運営する「SHIBUYA109渋谷店」「MAGNET by SHIBUYA109」にて、2022年10月22日（土）～11月30日（水）に掲出するアウターのシーズンビジュアルにViViモデルのセイラと共に起用された。
2023年2月13日、幼少期を三次市作木町などで過ごしたり、広島FMでもパワープレイアーティストに選出された背景を受け、広島県の三次市観光大使に就任した。

## 影響

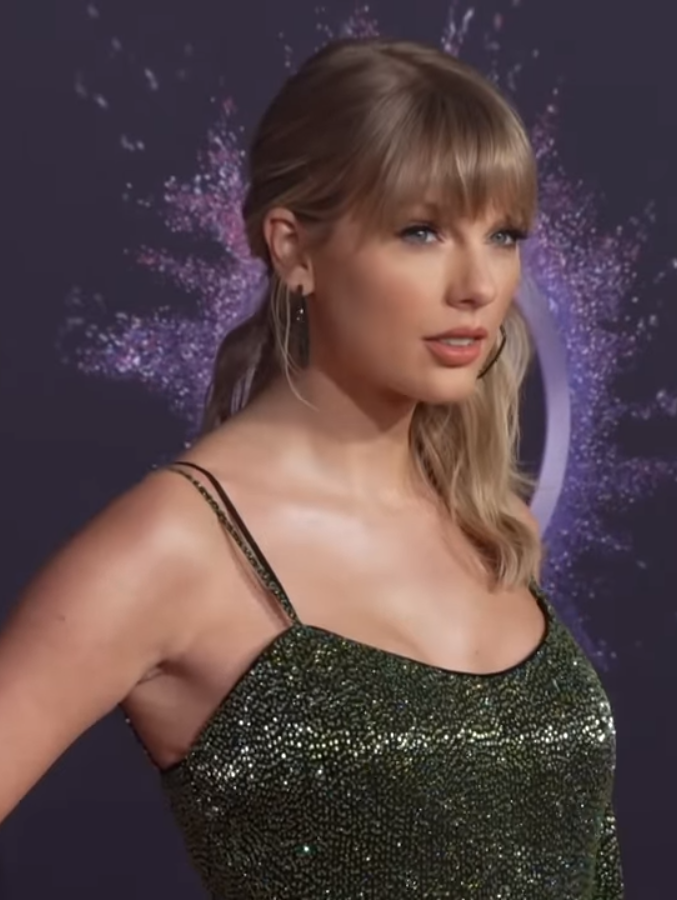
グレイはテイラー・スウィフトが自身を「ライター、そして人間としても」育てたと公言している。

テイラー・スウィフトの大ファンで、彼女が「作詞家としても人間としても」彼を育てたと述べ、さらには自身が「大のスウィフティーズ」だと公言している。ピープルとのインタビューで、「僕は彼女のことが大好き。彼女の音楽が大好き。彼女がすることが大好き。彼女のリリシズムが好きだ。彼女が自分のキャリアをどう築き上げてきたかも好き。彼女はまさにボスの器。僕は9歳の頃から彼女の音楽を聴いて育ったんだ。彼女に今の自分の人間性を形成してくれたんだ。」と答えた。スウィフトは自身のインスタグラムのストーリーでグレイのデビューアルバム『Kid Krow』と楽曲「Wish You Were Sober」を絶賛し、それに対してグレイは「僕の生涯の作曲インスピレーションとアイコンでいてくれてありがとう。正直、あなたが僕を作家としても人間としても育ててくれたような気がするし、僕にとってどれだけ大きな意味を持つか、言葉では言い表せない。あらゆることに関してありがとう。スウィフティ・フォー・ライフ（一生スウィフティ）」。Apple Musicのゼイン・ロウとのインタビューで、グレイはスウィフトが「何よりもナンバーワン」だと述べ、「彼女はまさに僕のソングライティング・アイコンで、彼女が自身の行動をどのようにやっているのか理解もできない。彼女は本当にすごいんだ」と続けた。グレイはまた、スウィフトが彼にメッセージを送り、彼のアルバム『キッド・クロウ』を褒めたことを明かしている。
また、グレイのEP『Sunset Season』はロードのデビュー・アルバム『ピュア・ヒロイン』からヒントを得たと語っている。他にもディクシー・チックスとアデルは彼の音楽的インスピレーションであり、BTSのVや彼の親しい友人のビリー・アイリッシュのことも称賛している。  
Teen Vogueは、グレイのことを「悲しみに暮れたティーンのためのポップ・プリンス」と称した。

## ディスコグラフィー

### スタジオ・アルバム
| 作品名    | アルバム情報                                                                                          | チャート実績 | チャート実績 | チャート実績 | チャート実績 | チャート実績 | チャート実績 | チャート実績 | チャート実績 | チャート実績 | チャート実績 | Certifications          |
| 作品名    | アルバム情報                                                                                          | US           | AUS          | BEL (FL)     | CAN          | IRE          | NLD          | NOR          | NZ           | SPA          | UK           | Certifications          |
| --------- | --- | ------------ | ------------ | ------------ | ------------ | ------------ | ------------ | ------------ | ------------ | ------------ | ------------ | ----------------------- |
| Kid Krow  | - Released: March 20, 2020 - Label: Republic - Formats: CD, LP, digital download, streaming, cassette | 5            | 26           | 49           | 5            | 20           | 43           | 32           | 32           | 39           | 30           | - RIAA: Gold - MC: Gold |
| Superache | - Released: June 24, 2022 - Label: Republic - Formats: CD, LP, digital download, streaming, cassette  | 9            | 8            | 14           | 24           | 8            | 9            | 38           | 11           | 13           | 8            |                         |

### コンパクト盤（EP）
- 『Sunset Season』（2018年）

### シングル
| "Idle Town"                                                                                    | 2017 | —  | —  | —  | —  | —  | —  | —  | —  | —  | —  |                                                                | Sunset Season     |
| "Grow"                                                                                         | 2017 | —  | —  | —  | —  | —  | —  | —  | —  | —  | —  |                                                                | Non-album single  |
| "Generation Why"                                                                               | 2018 | —  | —  | —  | —  | —  | —  | —  | —  | —  | —  |                                                                | Sunset Season     |
| "Crush Culture"                                                                                | 2018 | —  | —  | —  | —  | —  | —  | —  | —  | —  | —  |                                                                | Sunset Season     |
| "The Other Side"                                                                               | 2019 | —  | —  | —  | —  | —  | —  | —  | —  | —  | —  |                                                                | Non-album singles |
| "The King"                                                                                     | 2019 | —  | —  | —  | —  | —  | —  | —  | —  | —  | —  |                                                                | Non-album singles |
| "Checkmate"                                                                                    | 2019 | —  | —  | —  | —  | —  | —  | —  | —  | —  | —  |                                                                | Kid Krow          |
| "Comfort Crowd"                                                                                | 2019 | —  | —  | —  | —  | —  | —  | —  | —  | —  | —  |                                                                | Kid Krow          |
| "Maniac"                                                                                       | 2019 | —  | 24 | 41 | —  | 83 | —  | —  | —  | —  | —  | - RIAA: Platinum - ARIA: Platinum - BPI: Silver - MC: Platinum | Kid Krow          |
| "The Story"                                                                                    | 2020 | —  | —  | 43 | —  | —  | —  | —  | —  | —  | —  |                                                                | Kid Krow          |
| "Wish You Were Sober"                                                                          | 2020 | —  | —  | —  | —  | —  | —  | —  | —  | —  | —  |                                                                | Kid Krow          |
| "Heather"                                                                                      | 2020 | 46 | 13 | 1  | 26 | 12 | 21 | 13 | 2  | 41 | 17 | - RIAA: 2× Platinum - BPI: Gold - MC: Platinum - RMNZ: Gold    | Kid Krow          |
| "Fake" (with Lauv)                                                                             | 2020 | —  | —  | —  | —  | —  | —  | —  | —  | —  | —  |                                                                | Non-album singles |
| "Overdrive"                                                                                    | 2021 | —  | —  | —  | —  | —  | —  | —  | —  | —  | —  |                                                                | Non-album singles |
| "Astronomy"                                                                                    | 2021 | —  | —  | —  | —  | —  | —  | —  | —  | —  | —  |                                                                | Superache         |
| "People Watching"                                                                              | 2021 | —  | —  | —  | —  | —  | —  | —  | 25 | —  | —  |                                                                | Superache         |
| "Telepath"                                                                                     | 2021 | —  | —  | —  | —  | 88 | —  | —  | —  | —  | —  |                                                                | Non-album single  |
| "Jigsaw"                                                                                       | 2022 | —  | —  | —  | —  | —  | —  | —  | —  | —  | —  |                                                                | Superache         |
| "Memories"                                                                                     | 2022 | —  | —  | —  | 75 | 74 | —  | —  | —  | —  | —  |                                                                | Superache         |
| "Yours"                                                                                        | 2022 | —  | —  | —  | —  | —  | —  | —  | —  | —  | —  |                                                                | Superache         |
| "—" は、チャートインをしなかった、もしくはその国・地域においてリリースされなかったことを指す。 |      |    |    |    |    |    |    |    |    |    |    |                                                                |                   |

## 来日公演

### Conan Gray: Superache Tour Asia 2023
- 2023年2月14日、なんばHatch（大阪）
- 2023年2月16日、パシフィコ横浜（横浜）

## ツアー

### ヘッドライン・ツアー
- サンセット・ショー（2018年–2019年）
- コンフォート・クラウド・ツアー（英語版） （2019年）
- キッド・クロウ・ツアー（英語版） （2020年）

### サポートアクト
- Pray for the Wicked Tour（パニック!アット・ザ・ディスコ）